# Resolutie 76 Veiligheidsraad Verenigde Naties
Resolutie 76 van de Veiligheidsraad van de Verenigde Naties van 5 oktober 1949 werd goedgekeurd door negen leden van de Raad. Enkel Oekraïne stemde tegen en de Sovjet-Unie onthield zich.

## Inhoud
De Veiligheidsraad had een van 5 augustus daterend telegram ontvangen van de Commissie van Consuls in Batavia. Het telegram was gericht aan de voorzitter van de Veiligheidsraad, met het verzoek aan de Verenigde Naties om de toekomstige kosten van de militaire waarnemers in Indonesië over te nemen. Dit bericht werd doorgestuurd naar de secretaris-generaal.

## Verwante resoluties
- Resolutie 67 Veiligheidsraad Verenigde Naties (paragraaf °4 punt b).

Lijst ·  67 ·  68 ·  69 ·  70 ·  71 ·  72 ·  73 ·  74 ·  75 ·  76 ·  77 ·  78